# Pařížská

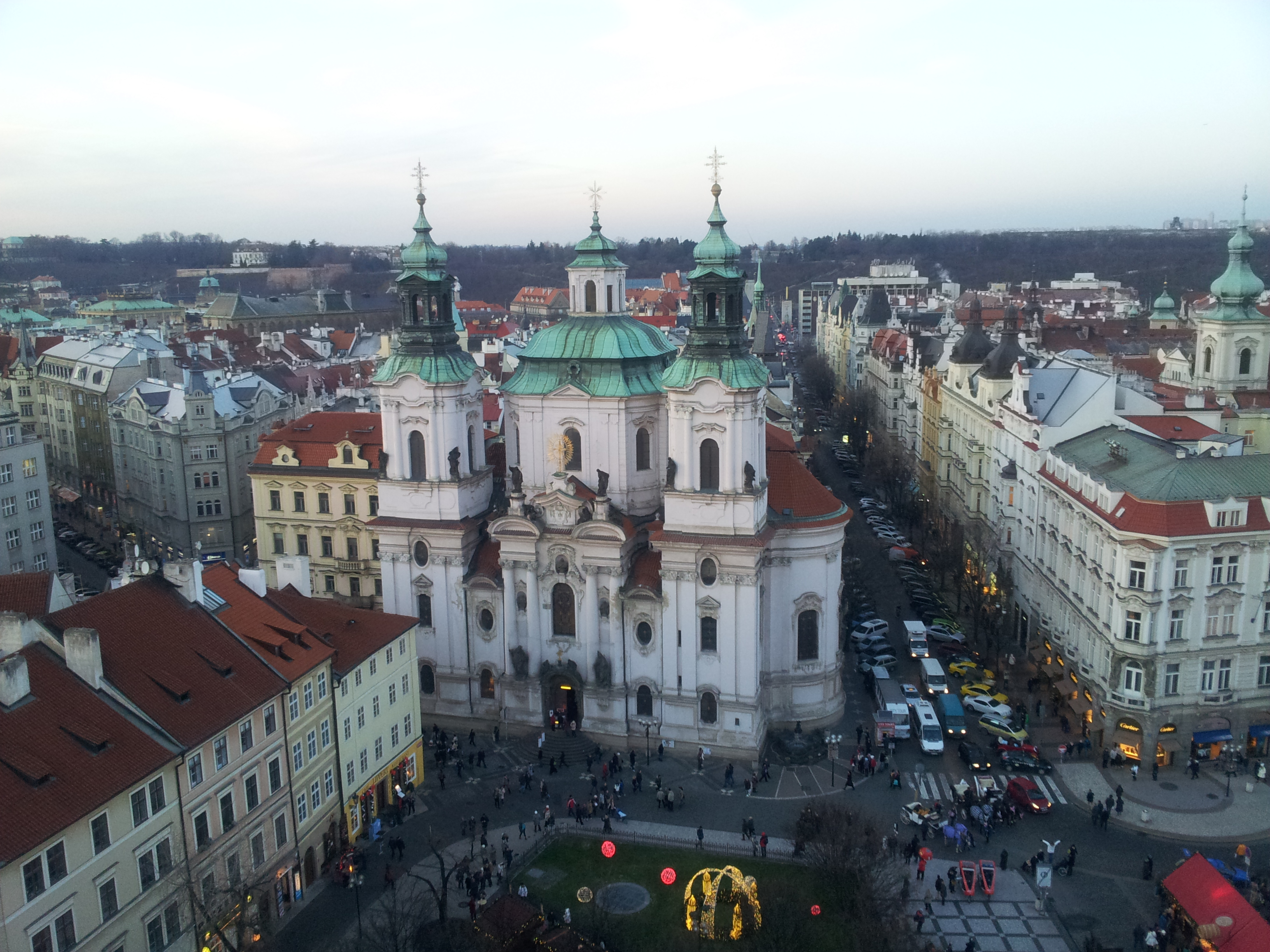
Calle Pařížská con la iglesia de San Nicolás en la Plaza de la Ciudad Vieja

Pařížská (traducido como calle de París) es una calle situada en la Ciudad Vieja de Praga, República Checa.

## Ubicación
Mide más o menos 442 metros y se sitúa entre la Plaza de la Ciudad Vieja y la Plaza de los Curie (en checo náměstí Curieových). Pasa por la judería, hoy en día barrio Josefov. Fue construida a los finales del siglo XIX durante el saneamiento del Josejov, como una copia de la avenida de los Campos Elíseos. Por este razón, la calle tenía que ser más larga. No obstante, la ciudad no contaba con suficiente dinero para reconstruir también otras partes del casco histórico de Praga.
Al suroeste viene de la Plaza de la Ciudad Vieja y continúa al noroeste pasando por las calles Kostečná, Široká, Bílkova a la derecha y Jáchymova, Široká, Červená, Břehová y 17. listopadu a la izquierda. Cruzando la Plaza de los Curie y el cruce de las calles Dvořákovo nábřeží y Na Františku se pueda seguir al puente de Čech (que fue diseñado como la parte de los Campos Elíseos de Praga).

## Actualidad
Hoy en día, la calle Pařížská, que lleva su nombre en honor a la capital de Francia, París, tiene tiendas de joyería y ropa de lujo. 